# Marie Brand und das Lied von Tod und Liebe
Marie Brand und das Lied von Tod und Liebe ist die zehnte Episode der Krimiserie Marie Brand. Der Fernsehfilm mit Mariele Millowitsch als Kriminalhauptkommissarin Marie Brand und Hinnerk Schönemann als Kriminalhauptkommissar Jürgen Simmel wurde am 15. November 2012 erstmals im ZDF ausgestrahlt. 

## Handlung
Der Industriekletterer Robert Muller soll für einen Werbefilm ein Hochhaus hinunterklettern. Obwohl er gut gesichert scheint, reißt das Seil und er stürzt in den Tod.
Marie Brand und Jürgen Simmel übernehmen den Fall. Als sie am Unglücksort eintreffen, lässt sich Marie die bereits gemachten Aufnahmen geben und sieht sich genau um. Es ist zu vermuten, dass die Sicherungsseile manipuliert wurden und dass Muller abstürzen sollte. Eine spätere Untersuchung ergibt, dass das Material mit Säure brüchig gemacht wurde.
Um herauszufinden, wer am Tod des Mannes interessiert war, befragen Brand und Simmel die Ehefrau Anna Lex-Muller. Sie wirkt sehr abweisend und hat für die Tatzeit ein Alibi, aber sie macht auch eine verdächtige Bemerkung. Ehe sie sich jedoch weiter darum kümmern können, werden die Ermittler zu einem Todesfall in einem Bordell gerufen. Seltsamerweise handelt es sich dabei um Björn Zeiss, den evangelischen Pfarrer, den sie bei der Witwe von Muller angetroffen hatten. Marie findet schnell heraus, dass der Tod des Pfarrers kein Unfall, sondern Mord war. Frau Zeiss scheint nicht übermäßig erschüttert und weiß um das sündige Hobby ihres Mannes.
Während Simmel sich am Abend noch einmal in dem Bordell umsehen will, trifft Marie sich mit Claas Schubert, den sie vor kurzem kennengelernt hat. Gut gelaunt gehen beide am nächsten Tag an die Arbeit. Auf der Suche nach einem Motiv finden Brand und Simmel heraus, dass Muller ein Verhältnis mit Marion Schumann hatte, die er bei der Ausländerbehörde kennengelernt hatte, da er noch immer amerikanischer Staatsbürger war. Marie findet einen Zusammenhang beider Morde, denn beide Männer waren ihren Frauen untreu geworden und beide Frauen kannten sich. Dazu kommt eine dritte Frau ins Spiel: Carlotta Berg. Sie war Zeugin des Absturzes von Muller und macht auf die Ermittler einen seltsamen Eindruck. Die Tatsache, dass auch sie eine betrogene Ehefrau ist, passt für Marie absolut in das Schema und zu ihrer Theorie, dass der „Club der betrogenen Ehefrauen“
auf einem Rachefeldzug ist und eine für die anderen den Ehemann beseitigt. Zu Carlotta Berg können sie zunächst keinen untreuen Ehemann ausmachen, weil sie geschieden ist. Sie hatte ihren Mann verlassen. Simmel findet heraus, dass sie einen Geliebten hat, an dem sie sich möglicherweise rächen will. Unerwarteterweise ist das Maries neuer Bekannter Claas Schubert, der sich als Heiratsschwindler entpuppt. Die Ermittler setzen alles daran, ihn ausfindig zu machen, um ihm somit das Leben zu retten. Sie können Carlotta Berg im letzten Moment daran hindern, Claas Schubert zu töten, der sie um ein kleines Vermögen gebracht hatte. Berg gibt ohne Umschweife zu, auch die beiden anderen Männer getötet zu haben.
Anna Lex-Muller und Belinda Zeiss wollten nicht, dass ihre Männer sterben, sondern ihnen sollte nur ein Denkzettel verpasst werden. Carlotta Berg hielt es dagegen für richtig, sie mit dem Tod zu bestrafen.

## Hintergrund
Die Folge wurde von der Eyeworks Germany GmbH, Köln, produziert und in Köln und Umgebung gedreht.

## Rezeption

### Einschaltquoten
Der Fernsehfilm Marie Brand und das Lied von Tod und Liebe erreichte bei seiner Erstausstrahlung im ZDF am 15. November 2012 durchschnittlich 5,34 Millionen Zuschauer was 16,5 Prozent des Marktanteils in Deutschland entspricht.

### Kritiken
Thomas Gehringer urteilt bei tittelbach.tv: „Das ZDF bietet das Gespann Mariele Millowitsch und Hinnerk Schönemann zum zehnten Mal auf, und das Zusammenspiel wirkt immer noch frisch und amüsant. […] Das Tempo ist gemächlich, […] aber nach einer Weile kommt der Film in Schwung und sammelt Pluspunkte. So sind Johanna Gastdorfs Pfarrersfrau-Tiraden ebenso sehenswert wie Katja Flints lässige Snob-Allüren. Auch Thomas Heinze hat Gelegenheit, die männliche Eitelkeit des Vorgesetzten […] auszuspielen. Das ist solide gemachter Krimi-Komödien-Stoff.“
Die Kritiker der Fernsehzeitschrift TV Spielfilm meinen zu diesem neuen Marie-Brand-Film, er zeige eine „sympathisch-launige Ermittlungstour“, sei „witzig!“ und „macht Laune dank der tollen Darsteller“.